# Championnat d'Europe de courses de camions 2010
Pour les articles homonymes, voir CECC.
Navigation
2009 2011
Le championnat européen de course de camions 2010 est la 26e édition du championnat d'Europe de courses de camions. Il comporte neuf Grands Prix, commence le 22 mai 2010 à Misano en Italie et s'achève le 3 octobre 2012 à Jarama en Espagne.

## Réglementation
La durée de la séance qualificative passe de 20 à 15 minutes. Une nouvelle séance qualificative de 10 minutes fait son apparition la "Super Pôle". Elle est accessible aux dix meilleures pilotes de la séance qualificative. Le résultat de cette séance déterminera l'ordre sur la grille de départ.

## Grand Prix de la saison 2010
| N° | Date          | Grand Prix                | Circuit          | Vainqueur Course 1 | Vainqueur Course 2 | Vainqueur Course 3 | Vainqueur Course 4 | Pole Position Course 1 | Pole Position Course 3 |
| -- | ------------- | ------------------------- | ---------------- | ------------------ | ------------------ | ------------------ | ------------------ | ---------------------- | ---------------------- |
| 1  | 22.05 – 23.05 | Grand Prix de Misano      | Misano Adriatico | Markus Bösiger     | Pas de course      | Markus Bösiger     | Antonio Albacete   | Jochen Hahn            | Markus Bösiger         |
| 2  | 05.06 – 06.06 | Grand Prix d'Albacete     | Albacete,        | Antonio Albacete   | Jochen Hahn        | Antonio Albacete   | Antonio Albacete   | Antonio Albacete       | Antonio Albacete       |
| 3  | 19.06 – 20.06 | Grand Prix de Nogaro      | Nogaro           | Markus Bösiger     | Antonio Albacete   | Antonio Albacete   | Jochen Hahn        | Markus Bösiger         | Antonio Albacete       |
| 4  | 24.07 – 25.07 | Grand Prix du Nürburgring | Nürburg          | Christopher Levett | David Vršecký      | Antonio Albacete   | Markus Oestreich   | Christopher Levett     | Antonio Albacete       |
| 5  | 07.07 – 08.08 | Grand Prix de Smolensk    | Smolensk         | Antonio Albacete   | Jochen Hahn        | Jochen Hahn        | Antonio Albacete   | Antonio Albacete       | David Vršecký          |
| 6  | 28.08 – 29.08 | Grand Prix de Most        | Most             | Markus Bösiger     | Jochen Hahn        | Markus Bösiger     | Christopher Levett | Markus Oestreich       | Markus Oestreich       |
| 7  | 11.09 – 12.09 | Grand Prix de Zolder      | Zolder           | Markus Bösiger     | Antonio Albacete   | Markus Oestreich   | Markus Bösiger     | Markus Bösiger         | Markus Oestreich       |
| 8  | 18.09 – 19.09 | Grand Prix du Mans        | Le Mans          | Christopher Levett | Jochen Hahn        | Markus Oestreich   | Jochen Hahn        | Christopher Levett     | Markus Bösiger         |
| 9  | 02.10 – 03.10 | Grand Prix de Jarama      | Jarama           | Markus Bösiger     | Jochen Hahn        | Markus Oestreich   | David Vršecký      | Markus Oestreich       | Markus Oestreich       |